# Bagok Panah III
Bagok Panah III is een bestuurslaag in het regentschap Aceh Timur van de provincie Atjeh, Indonesië. Bagok Panah III telt 165 inwoners (volkstelling 2010).